# Pterolophia kusamai
Pterolophia kusamai är en skalbaggsart som beskrevs av Hasegawa och Makihara 1999. Pterolophia kusamai ingår i släktet Pterolophia och familjen långhorningar. Inga underarter finns listade i Catalogue of Life.